# Посавські Подгайці
Посавські Подгайці (хорв. Posavski Podgajci) — населений пункт у Хорватії, у Вуковарсько-Сремській жупанії у складі громади Дреновці.

## Населення
Населення за даними перепису 2011 року становило 1 255 осіб.
Динаміка чисельності населення поселення:

## Клімат
Середня річна температура становить 11,29 °C, середня максимальна – 25,54 °C, а середня мінімальна – -5,54 °C. Середня річна кількість опадів – 752 мм.
| Клімат поселення                              | Клімат поселення | Клімат поселення | Клімат поселення | Клімат поселення | Клімат поселення | Клімат поселення | Клімат поселення | Клімат поселення | Клімат поселення | Клімат поселення | Клімат поселення | Клімат поселення | Клімат поселення |
| Показник                                      | Січ.             | Лют.             | Бер.             | Квіт.            | Трав.            | Черв.            | Лип.             | Серп.            | Вер.             | Жовт.            | Лист.            | Груд.            |                  |
| Середній максимум, °C                         | 6,29             | 8,23             | 12,80            | 17,40            | 22,52            | 25,54            | 25,50            | 25,11            | 21,10            | 15,78            | 9,90             | 5,94             |                  |
| Середня температура, °C                       | 0,38             | 2,30             | 6,90             | 11,50            | 16,60            | 19,60            | 21,30            | 20,91            | 16,90            | 11,58            | 5,70             | 1,74             |                  |
| Середній мінімум, °C                          | −5,54            | −3,59            | 0,99             | 5,59             | 10,68            | 13,71            | 17,10            | 16,70            | 12,70            | 7,38             | 1,49             | −2,46            |                  |
| Норма опадів, мм                              | 48               | 44               | 47               | 58               | 68               | 97               | 77               | 67               | 57               | 62               | 69               | 58               |                  |
| Середньомісячна швидкість вітру, м/с          | 1.80             | 2.00             | 2.40             | 2.30             | 2.07             | 1.90             | 1.90             | 1.70             | 1.63             | 1.72             | 1.80             | 1.80             |                  |
| Середньомісячна сонячна радіація, кДж/м²·день | 4433             | 7196             | 11223            | 15637            | 19324            | 21393            | 22476            | 20566            | 15137            | 9548             | 5018             | 3724             |                  |
| --------------------------------------------- | ---------------- | ---------------- | ---------------- | ---------------- | ---------------- | ---------------- | ---------------- | ---------------- | ---------------- | ---------------- | ---------------- | ---------------- | ---------------- |
| Джерело:                                      |                  |                  |                  |                  |                  |                  |                  |                  |                  |                  |                  |                  |                  |